# Francesco Renato
Francesco Renato, talvolta identificato come Francesco di Calabria o Francesco Calabrese (Crotone, XVI secolo – XVI secolo), è stato un predicatore ed ex presbitero italiano appartenente all'Ordine dei Cappuccini, in seguito esponente di spicco del movimento valdesiano.

## Biografia
Di origini calabresi, entrò nell'Ordine dei Cappuccini stabilendosi per un tempo nel convento di Anticoli; fece poi tappa a Como, nel Ducato di Milano, dove tra il 1539 e il 1540 si fece promotore della Casa della misericordia, un istituto di carità fondato a seguito di una carestia e che gli fece guadagnare l'appoggio del governatore di Milano Alfonso III d'Avalos.
Discepolo di Bernardino Ochino, nel 1542 si attivò per far rientrare in Italia il riformatore senese tramite un salvacondotto, ma il tentativo fallì e fu costretto a fuggire in esilio nei Grigioni, in Svizzera.
Le idee riformiste di Renato si basarono maggiormente su concetti ispirati all'anabattismo e al libertinismo: secondo Renato, infatti, i bambini non potevano ricevere il battesimo se non prima dotati di rationis (in italiano ragione) e che il corpo umano, una volta avvenuto il trapasso, perde anche la propria anima in quanto anch'ella muore; inoltre sostenne che solo gli eletti sarebbero risorti nel Giorno del Giudizio e che questi non potessero commettere peccati; infine affermò che la salvezza dipende solo dalla grazia di Dio. Per tali ideologie Renato suscitò parecchio dissenso sia da parte dei cattolici che dei protestanti, da entrambi tacciato di eresia; nel 1544, in una disputa pubblica tenutasi a Süss, nella Bassa Engadina, venne decretata la sua espulsione dai Grigioni.
Una volta rientrato in Italia si stabilì a Napoli tra il 1544 e il 1545, dove ebbe l'occasione di incontrare altri esponenti valdesiani radicali nonché seguaci di Juan de Villafranca, umanista ed eretico spagnolo allievo di Juan de Valdés. Da qui Renato cominciò ad assumere posizioni ben più nette rispetto a Villafranca, arrivando persino a criticare pesantemente le Sacre Scritture e quindi la veridicità del Nuovo Testamento, oltre ad esprimere rilevanti perplessità sulla figura di Gesù e la sua attribuzione di Messia.
Tra il 1546 e il 1547 Francesco Renato partì da Napoli insieme ad altri compagni alla volta della Repubblica di Venezia, ma venne catturato durante il viaggio. Da quel momento in poi si perse ogni sua traccia.